# عبد الرحمن رمضان
عبد الـرحمن رمضان (6 يونيو 1993 - ) هو لاعب كرة قدم مصري في مركز الهجوم.

## وصلات خارجية
- عبد الـرحمن رمضان على موقع Soccerway.com (الإنجليزية)